# Lockheed X-17

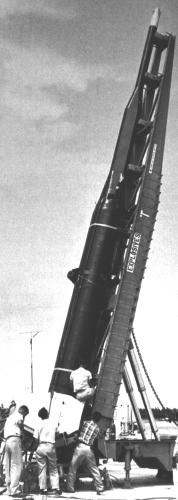
Il Lockheed X-17 sulla sua piattaforma di lancio

Il Lockheed X-17 fu un missile statunitense sperimentale a tre stadi a propellente solido. Venne ideato per provare gli effetti dell'alto numero di Mach (velocità molte volte superiori a quelle del suono) al rientro nell'atmosfera terrestre.

## Storia del progetto
L'X-17 fu anche usato come razzo impulsore durante l'operazione Argus per la serie di tre prove ad alta quota di esplosioni nucleari condotte nel sud Atlantico nel 1958.
Il 24 aprile 1957 l'X-17 raggiunse la velocità di 9 000 miglia orarie (14 000 km/h) sulla base aerea di Patrick.

## Tecnica
Il primo stadio dell'X-17 portava il missile ad una quota di 27 km (17 miglia) prima di spegnersi. Il razzo procedeva quindi per inerzia fino ad una quota di 160 km (100 miglia) prima di abbassare il muso per l'operazione di rientro. A questo punto il motore del secondo stadio entrava in funzione seguito successivamente dal terzo.
- Apertura alare: 2,3 m (7 ft 7 in)
- Velocità massima: Mach 14,5
- Raggio d'azione: 217 km (135 mi)
- Quota di tangenza: 400 km (250 mi)